# Maglič
Maglič (Servisch: Маглич) is een plaats in de Servische gemeente Kraljevo. De plaats telt 45 inwoners (2002).